# La Foire (nouvelle)
Pour les articles homonymes, voir Foire.
La Foire (en russe : Iarmaka) est une nouvelle d’Anton Tchekhov, parue en 1882.

## Historique
La Foire est initialement publiée dans la revue russe Moscou, no 28, du 25 juillet 1883, sous le pseudonyme d’A.Tch.
C’est une nouvelle un peu moqueuse sur la paysannerie russe.

## Résumé
Dans ce village de quelques maisons, « si vous êtes boiteux et marchez avec des béquilles, vous en ferez deux fois le tour en dix ou quinze minutes, peut-être moins ». Les hommes font le commerce des chevaux et du bétail. Les paysannes vendent les produits de la ferme aux nombreuses personnes de passage. 
Il y a des dizaines d’enfants qui tournent sans un sou en poche autour des stands de jouets. Des baraques foraines où de piètres artistes sans talents et vulgaires essaient de tirer quelques sourires aux passants. Il y a même un petit cirque où des numéros minables se succèdent. « L’honorable public se tord (de rire). Du reste il a des excuses ; il n’a jamais rien vu de meilleur et a envie de s’amuser ».

## Édition française
- La Foire, traduit par Madeleine Durand avec la collaboration d’E. Lotar, Vladimir Pozner et André Radiguet, dans le volume Premières nouvelles, Paris, 10/18, coll. « Domaine étranger » no 3719, 2004  (ISBN 2-264-03973-6)